# Hjalmar Christensen
Hjalmar Christensen, född 5 maj 1869, död 29 december 1925, var en norsk författare och journalist.
Christensen blev student 1887 och juridisk kandidat 1892 samt filosofie doktor 1903 på en avhandling om Gustave Flaubert. 1893-98 var han sceninstruktör vid Kristiania teater, företog sedan med stipendium en resa till Tyskland, Danmark och Frankrike, innehade 1900-02 en docentbefattning vid Bergens museum samt blev 1903 konsulent och sceninstruktör vid centralteatern i Kristiania.
Christensen debuterade på 1890-talet med romaner i tidstypisk fin de siècle-stil, såsom Mat blod (1891) och Loths hustru (1892). 1909 utgav han romanen Et liv, märklig som självbekännelse och tidsskildring. Den följdes av Fogedgaarden (1911) och Den gamle bygd og den nye (1913-14) med en starkt betonad hembygdskänsla. 
Christensen var även verksam som konservativ kulturskribent, och utgav flera arbeten inom området, såsom Unge nordmænd (1893), Nordiske kunstnere (1895), Streiftog i oplysningstiden (1898), Af det norske aandslivs historie. I. Nicolai Wergeland (samma år), Vort litterære liv (1902) samt Det nittende aarhundrades kulturkamp i Norge (1905).